# SV Abcoude
SV Abcoude is een volleybalvereniging uit Abcoude. Het eerste damesteam, dat ook bekend is als Callas Group Abcoude, komt uit in de B-League. SV Abcoude is een middelgrote vereniging aan de rand van Amsterdam, in de provincie Utrecht.